# Volksbegehren „Nein zu Studiengebühren in Bayern“

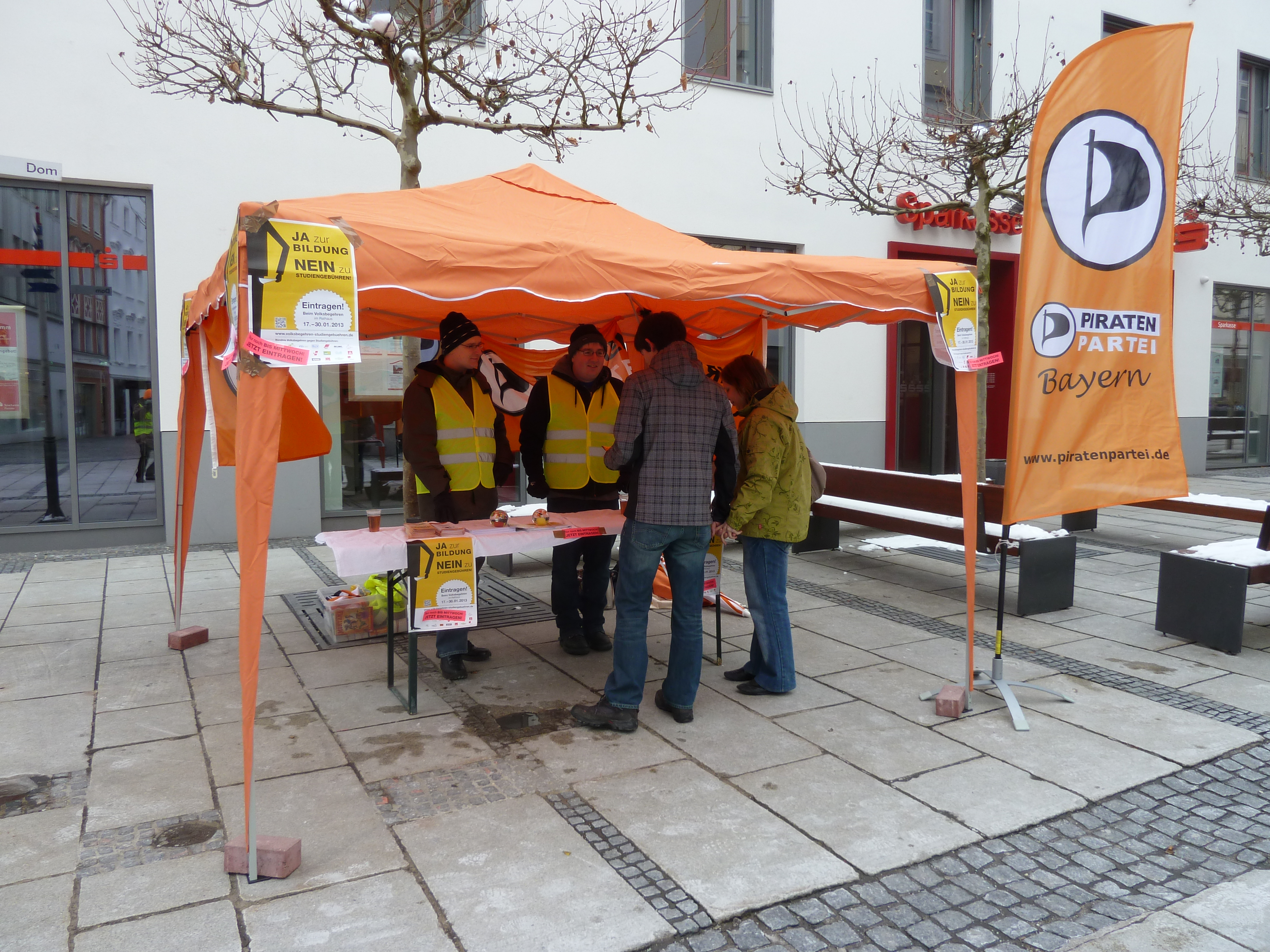
Infostand für das Volksbegehren „Nein zu Studiengebühren in Bayern“ in der Passauer Fußgängerzone (2013)

Das Volksbegehren „Nein zu Studiengebühren in Bayern“ (Langbezeichnung „Grundrecht auf Bildung ernst nehmen – Studienbeiträge abschaffen!“) war ein rechtsgültiges und durch Zustimmung des Landtags erfolgreiches Volksbegehren in Bayern. Ziel des Volksbegehrens war die Änderung des Bayerischen Hochschulgesetzes zur Abschaffung der Studiengebühren in Bayern. Während der Eintragungsfrist vom 17. bis 30. Januar 2013 haben sich 14,3 Prozent der Stimmberechtigten in die Unterschriftenlisten eingetragen. Damit musste es dem Bayerischen Landtag vorgelegt werden, dieser hat den Gesetzesvorschlag des Volksbegehrens am 24. April 2013 angenommen. 
Initiiert wurde das Volksbegehren von den Freien Wählern Bayern. Unterstützt wird es von den Landesverbänden der SPD und Grünen, den beiden anderen Oppositionsparteien im Bayerischen Landtag, sowie der Partei Die Linke, der Piratenpartei, der ÖDP, dem DGB Bayern, dem Bayerischen Jugendring (BJR), der Landes-Asten-Konferenz, weiteren Schüler-, Lehrer-, Eltern-, Studierenden- und Jugendverbänden sowie den Gewerkschaften ver.di, IG Metall und GEW.

## Verfahren

### Antrag und Zulassung
Das Volksbegehren wurde am 12. Juni 2012 beim Bayerischen Staatsministerium des Innern beantragt. Die Prüfung des Innenministeriums ergab, dass mit 27.048 Unterschriften die notwendige Anzahl von 25.000 Unterzeichnern erreicht wurde, das Volksbegehren aber nicht zulässig sei, da nach Art. 73 der bayerischen Verfassung Volksbegehren über den Staatshaushalt ausgeschlossen sind. Gemäß dem Landeswahlgesetz wurde der Antrag zur Entscheidung dem Bayerischen Verfassungsgerichtshof vorgelegt.
Die Klageschrift verfasste unentgeltlich der Freie-Wähler-Abgeordnete Michael Piazolo. 
Am 22. Oktober 2012 entschied der Verfassungsgerichtshof, dass das Volksbegehren zulässig sei. Die Studiengebühren seien nicht dem Staatshaushalt, sondern den Körperschaftshaushalten der Hochschulen zuzurechnen, weshalb Art. 73 BV dem Volksbegehren nicht entgegenstehe.
Am 12. November 2012 wurde schließlich die Zulassung des Volksbegehrens vom Innenministerium bekanntgemacht. Daraufhin unterstützten auch die bayerischen Piraten, die bereits vor den Freien Wählern eine Initiative für ein Volksbegehren gegen die bayerischen Studiengebühren gestartet hatten, dieses Volksbegehren. Die Webseite volksbegehren-studiengebuehren.de, die zuvor für die Initiative der Piraten geworben hatte, wurde zur Bündniswebseite umgestaltet.

### Eintragung
Als Eintragungsfrist wurde der Zeitraum vom 17. bis 30. Januar 2013 festgesetzt, stimmberechtigt waren 9.438.854 Bürger. Es trugen sich 1.352.618 Menschen in die amtlichen Listen ein (14,3 % der Stimmberechtigten). Die erforderliche Zahl von 943.866 Unterschriften (10 % der Stimmberechtigten) wurde somit um 408.732 Unterschriften übertroffen. Das Volksbegehren war damit rechtsgültig und der Bayerische Ministerpräsident musste es dem Landtag unterbreiten.

### Behandlung im Landtag
Ende Februar 2013 einigten sich CSU und FDP darauf, die Abstimmung im Landtag über die Studiengebühren freizugeben. Zuvor hatte es in der Koalition heftigen Streit gegeben, da sich die CSU nach dem Erreichen des Quorums des Volksbegehrens entgegen dem Koalitionsvertrag entschlossen hatte, die Studiengebühren abschaffen zu wollen.
Am 24. April 2013 stimmte der Bayerische Landtag dem Gesetzesentwurf des Volksbegehrens mit den Stimmen von CSU, SPD, Grüne und den Freien Wählern zu. Die FDP stimmte dagegen. Damit wurden die Studiengebühren in Bayern zum Wintersemester 2013/2014 abgeschafft.
Das Volksbegehren „Nein zu Studiengebühren in Bayern“ war damit das erste rechtsgültige Volksbegehren im Freistaat Bayern, das vom Landtag unverändert angenommen wurde und bei dem somit kein Volksentscheid erforderlich geworden ist.